# ان‌جی‌سی ۷۷۵۲ و ان‌جی‌سی ۷۷۵۳
ان‌جی‌سی ۷۷۵۲ و ان‌جی‌سی ۷۷۵۳ (انگلیسی: NGC 7752 and NGC 7753) یک جفت کهکشان در فاصله تقریبی ۲۷۲ میلیون سال نوری در صورت فلکی اسب بزرگ قرار دارند.